# Playa Cau Cau
La playa de Cau cau (del mapudungún: Kawkaw ‘gaviota común’) está ubicada en Chile, en la Región de Valparaíso, cercana al pueblo costero de Horcón y al norte de Valparaíso. Es una playa de finas y blancas arenas, rodeada de bosques de eucaliptus, además de estar protegida por escarpados cerros que la protegen de los vientos. Estas condiciones hacen que sea una playa más desconocida, sin contaminación y una de las mejores  del litoral central.
Entre las características de esta playa está la práctica común del topless y el nudismo por parte de sus visitantes.

## Turismo
- Playa Cau Cau - Wikipedia Turismo